# Anne-Lise Myhrvold
Anne-Lise Myhrvold, född 17 april 1947 i Oslo, är en norsk skådespelare.

## Filmografi
Enligt Internet Movie Database och Svensk filmdatabas:
- 1967 – En sån strålande dag
- 1968 – Inga
- 1968 – Vindingevals